# Shirley (novela)

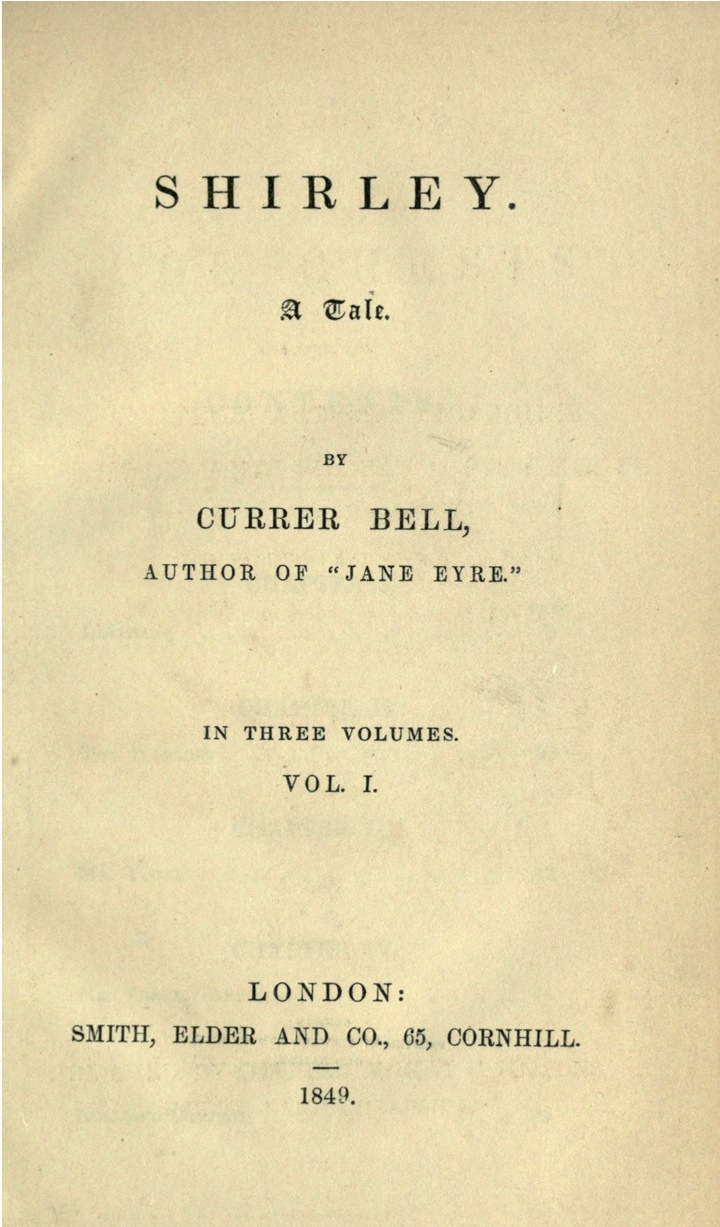
Primera página de la primera edición de Shirley.

Shirley es una novela romántica-social escrita por la novelista inglesa Charlotte Brontë. Fue su segunda novela publicada, después de Jane Eyre. La novela está situada en Yorkshire, en el período 1811-1857, durante la depresión industrial resultante de las Guerras Napoleónicas y de la Guerra de 1812, con el telón de fondo de la realización de actos de ludismo contra la fábrica textil de Yorkshire.

## Argumento
Inglaterra se halla en medio de una depresión económica por las guerras napoleónicas. Robert Moore decide industrializar su fábrica, con la consecuencia de que despide a muchos de sus empleados, que intentan atacar su fábrica. Su tímida prima Caroline está enamorada de él, pero un día llega Shirley, heredera de las tierras donde está la fábrica. Las dos se hacen muy amigas, aunque Caroline sabe que a Robert le convendría casarse con Shirley. El libro cuenta la historia de estos personajes y sus esfuerzos por ver cumplidos sus deseos.

## Ambiente en el que se escribió
Mientras Charlotte estaba escribiendo Shirley, tres de sus hermanos murieron. Su hermano Branwell murió en septiembre de 1848, y en diciembre de ese mismo año enfermó y murió su hermana Emily. Charlotte siguió escribiendo, pero la única hermana que le quedaba, Anne, enfermó y terminó muriendo en mayo de 1849.

## Lugares
La novela está ambientada en una parte ficticia de Yorkshire. Las parroquias de Briarfield y Nunnenly son también imaginarias, al igual que Stilbro/Stilborough. Para crear la residencia de Shirley Keeldar, Fieldhead, Charlotte se inspiró en Oakwell Hall.
Para crear la casa de Caroline, tomó como referencia la propia rectoría en la que vivía, incluido el detalle del cementerio.

## Resumen
Al inicio de la historia se presenta a los tres coadjutores: Malone, bruto y fanfarrón; Donne, del que Malone se burla por su jerga rimada cockney y Sweeting, al que ataca por su baja estatura. Entonces entra el reverendo Helstone, y les pregunta si están dispuestos a ir al Hollow (Hollow Cotage es la fábrica textil de Robert Moore. Este espera un cargamento de maquinaria industrial y teme que asalten los camiones para romper sus telares). Los coadjutores, Moore, y otros hombre esperan en la fábrica, cuando llegan los carros, todos los telares están destrozados, y los hombres que los traían, atados.
En los siguientes dos capítulos se presenta al señor Yorke.
El siguiente capítulo se desarrolla en la casa de Robert y Horténse. Caroline va a tomar sus clases de Francés y costura, cuando se encuentra con su primo Robert, el cual va a salir. Caroline se preocupa y le pide que no tarde en volver. Cuando Horténse se va un momento, Caroline y Robert hablan sobre su futuro. A ella le encantaría poder ayudarle con la contabilidad de la fábrica. También la cofiesa que le parece muy equivocada la forma en que trata a sus trabajadores.
Cuando Moore vuelve es casi de noche. Caroline se queda con ellos, y hace leer a Robert unos fragmentos de Coriolano.
(Resumen incompleto)

## Estilo
Es el único libro de Charlotte escrito en tercera persona, lo que le permite dirigirse de vez en cuando al propio lector, y comentar los pensamientos de los personajes.
Tiene bastantes referencias a la Biblia.

## Personajes
Personajes principales:
- Robert Gérard Moore Dueño de la fábrica textil de Yorkshire. Es severo con sus empleados. Ha perdido bastante dinero y quiere recuperarlo.
- Caroline Helstone Sobrina del reverendo Matthewston Helstone, y mejor amiga de Shirley. Es tímida e indecisa, con una visión muy romántica del amor. Desde pequeña está enamorada de su primo Robert Moore.
- Shirley Reales La rica heredera de las tierras donde está la fábrica. Es una mujer independiente, decidida, fuerte, valiente e interesada por los negocios.

Otros personajes importantes en la historia son:
- Matthewston Helstone, el tío de Caroline, un hombre violento, pero no cruel. Muestra poco afecto por su sobrina Caroline, en parte porque la mala experiencia que tuvo durante su matrimonio le hizo ser desconfiado hacia las mujeres en general.
- Hortense Gérard Moore, la hermana de Robert y Louis. Daba clases de francés y costura a Caroline, y las dos se querían mucho. Viene de los Países Bajos, y no se siente bien en Inglaterra porque la gente critica su forma de vestir y de peinarse (que ella no quiere cambiar).
- Hiram Yorke un terrateniente de Yorkshire.
- Joe Scott, el capataz de la fábrica de Robert Moore
- Mrs Pryor, la institutriz de Shirley, se hace buena amiga de Caroline.
- Los respectivos coadjutores de las tres parroquias. Peter Malone, un hombre bruto y fanfarrón de origen irlandés; Joseph Donne, un cockney; y Davy Sweeting, el más amigable y humilde de los tres, y el preferido de Caroline. Toca la flauta y canta himnos.

- Datos: Q615175